# Jean-Luc Dehaene
Jean-Luc Joseph Marie Dehaene (IPA: [ʒɑ̃:ˈlyk dəˈɦa:nə]; Montpellier, 1940. augusztus 7. – Quimper, 2014. május 15.) belga politikus és államférfi, Belgium miniszterelnöke 1992 és 1999 között.
1940. augusztus 7-én a franciaországi Montpellier városában született, szülei a Belgiumot megszálló német csapatok elől menekültek. A politikai pályára az Algemeen Christelijk Werknemersverbond (ACW) szakszervezet, a Christelijke Volkspartijhoz (CVP) közelálló szervezet révén lépett.
1981-ben lett a kormány tagja, szociális és intézményi reformokért felelős miniszterként. Ezt a posztot 1988-ig töltötte be, amikor miniszterelnök-helyettes és a kormányzati kommunikációért és intézményi reformokért felelős miniszter lett.

## Az első Dehaene-kormány (1992–1995) tevékenysége
Az 1992-es választások után mind Guy Verhofstadt, mind Melchior Wathelet kudarcot vallott a kormányalakítási tárgyalások során. Dehaene a kereszténdemokraták és a szociáldemokraták bevonásával kormányt alakított, amely Belgium egyik legeredményesebb kormánya lett, hiszen ebben az időszakban sikerült kialakítani a belga szövetségi államot a jelenlegi formájában.
1993 márciusában Dehaene felajánlotta I. Balduin belga királynak lemondását, mivel nem sikerült konszenzust elérni a szövetségi pénzügyek és a régiók finanszírozása terén. A lemondást a király nem fogadta el és egy héten belül sikerült kialakítani egy minden párt számára elfogadható megoldást.
I. Balduin halála után (1993) Dehaene kormánya látta el a királyi teendőket, amíg 9 nappal később sor nem került Albert herceg, azaz a későbbi II. Albert belga király beiktatására.
1994-ben elrendelte a belga csapatok visszavonását Ruandából, amit azt jelentette, hogy az utolsó külföldi megfigyelők is távoztak az országból és a hutu milíciák immár háborítatlanul mészárolhatták le a tutszikat. A belga parlament vizsgálata során több alkalommal is kijelentette, hogy nem érez bűntudatot a döntés miatt.
Dehaene volt az egyik vezető jelölt az Európai Bizottság elnöki posztjára Jacques Delors lemondása után, de az EU korfui csúcstalálkozóján John Major angol miniszterelnök megvétózta a kinevezést. A sikertelen szavazást követő tárgyalások során, amely során a francia-német küldöttség igyekezett a vitát elsimítani, konszenzusos jelöltként a luxemburgi miniszterelnök Jacques Santer lett a bizottság új elnöke. Dehaene első kormánya 1995. június 23-án mondott le.

### Az első Dehaene-kormány (1992–1995) tagjai
A koalíciós tárgyalások eredményeként a kormánynak 15 minisztere és egy államtitkára volt, a következő elősztásban: CVP: 5, PS: 5, SP: 4 és PSC: 2
| Miniszteri tiszt                                                                              | Név                          | Párt |  |
| --------------------------------------------------------------------------------------------- | ---------------------------- | ---- |  |
| Miniszterelnök                                                                                | Jean-Luc Dehaene             | CVP  |  |
| Miniszterelnökhelyettes, a telekommunikációért és az intézményi reformokért felelős miniszter | Guy Coëme                    | PS   |  |
| Miniszterelnökhelyettes és külügyminiszter                                                    | Willy Claes                  | SP   |  |
| Miniszterelnökhelyettes, igazságügyi és gazdasági miniszter                                   | Melchior Wathelet            | PSC  |  |
| Pénzügyminiszter                                                                              | Philippe Maystadt            | PSC  |  |
| Szociális miniszter                                                                           | Philippe Moureaux            | PS   |  |
| Tudományos kutatásokért felelős miniszter                                                     | Jean-Maurice Dehousse        | PS   |  |
| Társadalombiztosítási és nyugdíjügyi miniszter                                                | Freddy Willockx              | SP   |  |
| Belügyi és közigazgatásügyi miniszter                                                         | Louis Tobback                | SP   |  |
| Foglalkoztatás és munkaügyi miniszter                                                         | Miet Smet                    | CVP  |  |
| Honvédelmi miniszter                                                                          | Leo Delcroix                 | CVP  |  |
| Külkereskedelmi és európai integrációs miniszter                                              | Robert Urbain                | PS   |  |
| Egészségügyi, környezetvédelmi és szociális integrációs miniszter                             | Laurette Onkelinx            | PS   |  |
| Költségvetési miniszter                                                                       | Mieke Offeciers-Van De Wiele | CVP  |  |
| Mezőgazdasági és kisvállalkozási miniszter                                                    | André Bourgeois              | CVP  |  |
| Államtitkárok                                                                                 | Név                          | Párt |  |
| Kormányzati beruházásokat felügyelő államtitkár                                               | Erik Derycke                 | SP   |  |

### Változások
1993. május 4-én Philippe Moureaux lemondott, helyét Bernard Anselme (PS) vette át.
1993. szeptember 5-én Mieke Offeciers-Van De Wiele lemondott, helyét Herman Van Rompuy (CVP) vette át.
1994. január 23-án Guy Coëme lemondott, helyébe Elio Di Rupo (PS) lépett, Bernard Anselme lemondott, helyébe Magda De Galan (PS) lépett és Laurette Onkelinx lemondott, helyét Jacques Santkin (PS) vette át.
1994. július 18-án Freddy Willockx lemondott, helyét Marcel Colla (SP) vette át.
1994. október 10-én Willy Claes lemondott, helyét Frank Vandenbroucke (SP) vette át, valamint Louis Tobback helyébe Johan Vande Lanotte (SP) lépett.
1994. december 8-án Leo Delcroix lemondott, helyét Karel Pinxten (CVP) vette át.
1995. március 22-én Frank Vandenbroucke lemondott, helyét Eric Derycke (SP) vette át.

## A második Dehaene-kormány (1995–1999)
Az 1995-ös választások után ismét Dehaene alakított kormányt a kereszténydemokraták és a szociáldemokraták részvételével, és bár a kormánynak olyan válságokkal kellett szembenézni, mint a Marc Dutroux-botrány, sikerült a teljesen mandátumát kitölteni. Azonban hetekkel az 1999-es választások előtt kitört a dioxin-botrány, amely Belgium történelmében legsúlyosabb élelmiszermérgezési problémája volt és mindkét kormányzó párt jócskán vesztett népszerűségéből és támogatottságából.

### A kormány miniszterei és államtitkárai
A kormányban összesen 16 miniszter és 1 államtitkár kapott helyet, a következő megosztásban: CVP (6), PS (5), SP (4) és PSC (2).
| Miniszteri tisz                                                            | Név                 | Párt |
| -------------------------------------------------------------------------- | ------------------- | ---- |
| Miniszterelnök                                                             | Jean-Luc Dehaene    | CVP  |
| Miniszterelnök-helyettes, gazdasági és hírközlési miniszter                | Elio Di Rupo        | PS   |
| Miniszterelnökhelyettes és belügyminiszter                                 | Johan Vande Lanotte | SP   |
| Miniszterelnök-helyettes és honvédelmi miniszter                           | Melchior Wathelet   | PSC  |
| Miniszterelnök-helyettes és költségvetési miniszter                        | Herman Van Rompuy   | CVP  |
| Miniszterelnök-helyettes, pénzügyi és külkereskedelmi miniszter            | Philippe Maystadt   | PSC  |
| Tudományos kutatásügyi miniszter                                           | Yvan Ylieff         | PS   |
| Külügyminiszter                                                            | Eric Derycke        | SP   |
| Foglalkoztatás- és munkaügyi miniszter                                     | Miet Smet           | CVP  |
| Szociális ügyek minisztere                                                 | Magda De Galan      | PS   |
| Szállítmányozási miniszter                                                 | Michel Daerden      | PS   |
| Közigazgatási miniszter                                                    | André Flahaut       | PS   |
| Igazságügyminiszter                                                        | Stefaan De Clerck   | CVP  |
| Fejlesztésügyi miniszter                                                   | Reginald Moreels    | CVP  |
| Volksgezondheid en Pensioenen                                              | Marcel Colla        | SP   |
| Mezőgazdasági és kisvállalkozási miniszter                                 | Karel Pinxten       | CVP  |
| Államtitkárok                                                              | Név                 | Párt |
| Társadalombiztosítási, környezetvédelmi és szociális integrációs miniszter | Jan Peeters         | SP   |

## Változások
- 1995. szeptember 3-án Melchior Wathelet lemondott, Philippe Maystadt lett a miniszterlenökhelyettes és Jean-Pol Poncelet (PSC) lett a védelmi miniszter.
- 1998. április 24-én Stefaan De Clerck igazságügyminiszter és Johan Vande Lanotte belügyminiszter távozni kényszerült, a Marc Dutroux-botrány kirobbanása után. Helyükre Tony Van Parys és Louis Tobback lépett.
- 1998. június 19-én Philippe Maystadt távozott, helyét Elio Di Rupo (külkereskedelmi miniszter), Jean-Pol Poncelet (energiaügyi miniszter) és Jean-Jacques Viseur (pénzügyminiszter) vette át.
- 1998. szeptember 26-án Semira Adamu halála után Louis Tobback lemondott, helyét Luc Van den Bossche (SP) vette át.
- 1999. június 1-jén a dioxin-botrány miatt Marcel Colla és Karel Pinxten lemondtak. A miniszteri tisztségeket Luc Van den Bossche, Herman Van Rompuy, Reginald Moreels és Jan Peeters vette át.

## 1999 után
A választásokon Dehaene pártja vereséget szenvedett és 1958 óta először Guy Verhofstadt a kereszténydemokraták nélkül alapított pártot. Dehaene a belga szenátus tagja maradt 2001-ig, amikor a Brüsszelhez közeli Vilvoorde polgármestere lett. Nagy meglepetésre Verhofstadt őt jelölte az európai alkotmányozó gyűlés alelnöki tisztségére.
Pártja támogatására, amely időközben CD&V-re változtatta nevét, indult a 2003-as választásokon is, de egyértelmű volt, hogy nem akar miniszterelnök lenni, mivel a párt listájának utolsó helyét foglalta el. 2003-ban a Vlerick-díjjal tüntették ki.
2004 júniusában megválasztották az Európai Parlament képviselőjének.
A 2007-es belga választások után Dehaene-t nevezték ki a koalíció megalakításáért folyó tárgyalások közvetítőjének.

## Fordítás
Ez a szócikk részben vagy egészben  a   Jean-Luc Dehaene című holland Wikipédia-szócikk fordításán alapul.  Az eredeti cikk szerkesztőit annak laptörténete sorolja fel. Ez a jelzés csupán a megfogalmazás eredetét és a szerzői jogokat jelzi, nem szolgál a cikkben szereplő információk forrásmegjelöléseként.